# Policia Auxiliar Lituana
La Policia Auxiliar Lituana (en lituà: Lietuvos pagalbinė policija) estava formada per unitats paramilitars creades durant l'ocupació de Lituània per l'Alemanya nazi entre 1941 i 1944, aquestes unitats van ser integrades en els batallons Schutzmannschaft. Es van organitzar batallons de policia auxiliar en alguns territoris ocupats pels alemanys a Europa oriental. A Lituània, els primers batallons es van originar a partir d'unitats formades durant l'aixecament anti-soviètic de juny de 1941. Els activistes lituans esperaven que aquestes unitats havien d'esdevenir la base del nou exèrcit lituà. Aquestes unitats van ser absorbides per l'aparell militar alemany i van ajudar a les forces alemanyes: Van protegir objectius estratègics, van participar en operacions anti-partisanes i van col·laborar amb els nacional-socialistes per dur a terme l'Holocaust jueu. Els batallons 12 i 13 tenen les seves arrels en els Tautinio Darbo Apsaugos Batalionas (TDAB), que van ser particularment actius en les execucions de jueus i foren responsables de 78.000 morts de jueus a Lituània i a Belarús. Si bé els batallons es van desplegar sovint fora de Lituània, generalment no van participar en el combat. En total, es van formar 26 batallons i aproximadament 13.000 homes van servir en ells. Al juliol-setembre de 1944, les unitats restants es van combinar en dos regiments d'infanteria formats per milicians voluntaris lituans.

## Terminologia
Les unitats es coneixen amb diversos noms diferents, els documents alemanys es refereixen a ells com Ordnungsdienst (servei d'ordre), Selbstschutz (autodefensa) i Hilfspolizei (policia auxiliar). A partir de setembre de 1941, se'ls va conèixer com a batallons Schutzmannschaft (abreujat: Schuma, equip de policia). En lituà, els batallons de policia es coneixien com a Savisaugos batalionai (batallons d'autodefensa), Apsaugos dalys (unitats de seguretat) i Lietuvos apsaugos dalys (unitats de seguretat lituanes).

## Invasió soviètica
Al juny de 1940, Lituània va ser ocupada per la Unió Soviètica. Els soviètics van introduir dures polítiques de sovietització, inclosa la nacionalització de les empreses més grans, les propietats territorials i els béns arrels. Els opositors al comunisme i al nou règim van ser perseguits, s'estima que 6.600 d'ells van ser empresonats com a enemics del poble, i uns altres 17.600 van ser deportats a Sibèria. L'Exèrcit Lituà es va reorganitzar en el 29º cos de fusellers (divisions 179º de fusellers i 184º de fusellers) de l'Exèrcit Roig d'obrers i camperols, més de 500 oficials lituans van ser retirats del servei, i 87 d'ells van ser empresonats. Quan l'Alemanya nazi va envair la Unió Soviètica el 22 de juny de 1941, els lituans van rebre als alemanys com a alliberadors del repressiu règim soviètic. Es van unir espontàniament a l'aixecament de juny anti-soviètic, van formar un govern provisional a Lituània, i van declarar la restauració de la independència. Els lituans van començar a formar les seves pròpies unitats militars i policials amb l'esperança de recrear l'exèrcit lituà.

## Invasió alemanya
El territori de Lituània va ser envaït i dividit entre dos grups d'exèrcits alemanys: el grup d'exèrcits nord, que es va apoderar de l'oest i nord de Lituània, i el grup d'exèrcits centre, que es va apoderar de la major part de la regió de Vílnius. El primer batalló va ser conegut com: Tautinio Darbo Apsaugos Batalionas (TDAB), va ser format pel govern provisional de Lituània, a Kaunas, el 28 de juny. El govern provisional es va dissoldre el 5 d'agost de 1941. El batalló no es va dissoldre, i el major alemany Franz Lechthaler va assumir el comandament. El 7 d'agost, quan la TDAB comptava amb 703 membres, Lechthaler va ordenar que el batalló es reorganitzés en dos batallons de policia auxiliar (en lituà: Pagalbinės Policijos Tarnyba) (PPT). Durant l'agost es van formar tres batallons més del PPT. A l'octubre, aquests cinc batallons van passar a anomenar-se batallons de seguretat (en lituà: Apsaugos batalionas). Al desembre, els cinc batallons es van reorganitzar novament en batallons de Schutzmannschaft. Els homes lituans van desertar massivament del 29 cos de fusellers soviètics i es van reunir a Vílnius, allà van organitzar diverses unitats d'autodefensa lituanes (en lituà: Lietuvių Savisaugos Dalys) (LSD), estacionades a Vílnius, Pabradė, Trakai i Varėna. El 21 de juliol de 1941, l'LSD es va reorganitzar en el servei de reconstrucció de Vílnius (en lituà: Vilniaus Atstatymo Tarnyba) (VAT), que tenia tres unitats denominades: "Treball, ordre i seguretat". L'1 d'agost, el VAT i les seves tres unitats es van reorganitzar en tres batallons de Schutzmannschaft. Es van organitzar dos batallons més abans de l'octubre de 1941.

## Atrocitats
Alguns batallons de la policia auxiliar lituana van participar activament en l'extermini del poble jueu a les nacions de Lituània, Belarús, Ucraïna, Rússia i Polònia, i van cometre crims de guerra contra el poble polonès i el poble belarús. Una d'aquestes accions dels milicians lituans va ser la liquidació dels jueus a Kaunas, a l'octubre de 1941, per part del XII batalló de la policia auxiliar lituana, sota el comandament de Antanas Impulevičius, més tard el mateix mes, el XII batalló va assassinar tota la població jueva de Slutsk, a Belarús. Els membres del segon batalló de la policia auxiliar lituana van servir com a guàrdies al camp d'extermini de Majdanek, a la Polònia ocupada. Vint batallons de la policia auxiliar lituana van participar directament en la destrucció del poble jueu a Europa Oriental. Segons diversos informes alemanys, els milicians lituans van cometre 47.000 assassinats de jueus a Lituània, dels 85.000 comesos pels Einsatzkommando. També van matar a 50.000 jueus belarrusos durant la guerra. El major crim de guerra comès pels milicians lituans contra la població civil no jueva, va ser l'assassinat d'unes 400 persones poloneses als llogarets de Švenčionėliai, Švenčionys i els seus voltants.